# 위켄즈 (영화)
"위켄즈"(Weekends)는 한국에서 제작된 이동하 감독의 2016년 다큐멘터리 영화이다. 지보이스 등이 주연으로 출연하였다.

## 출연

### 주연
- 지보이스
- 재우
- 샌더
- 민
- 철호
- 재경
- 종걸
- 기환
- 남웅

## 기타
- 프로듀서: 김민경
- 제작실장: 유숙
- 제작지원: 한송화
- 제작지원: 박지수
- 제작지원: 김현정
- 촬영부: 변지수
- 촬영부: 이장섭
- 촬영부: 김지현
- 촬영부: 지윤정
- 촬영부: 권병수
- 촬영부: 김효원
- 조명: 정철민
- 조명부: 김민태
- 조명부: 이은성
- 그립: 박성영
- 그립: 문경환
- 조연출: 신연경
- 동시녹음: 조우진
- 동시녹음: 전영
- 동시녹음: 백종열
- 음향효과: 박신애
- 음향효과: 이민섭
- 음향효과: 안기성
- 음향효과: 김기탁
- 믹싱: 서영준
- 사운드슈퍼바이저: 김용주
- 시각효과: 조상민
- 분장: 정모양
- 광고디자인: 박시영
- 광고디자인: 안대호
- 광고디자인: 김병훈
- 광고디자인: 이창주
- 디지털색보정: 오병걸
- 디지털색보정부문: 최정곤
- 디지털색보정부문: 한재준
- 자막: 정지윤
- 자막: 조혜인
- 편곡: 키라라
- 의상협찬: 박현주
- 해외배급총괄: 오희정
- 국내배급: 진명현
- 국내배급: 송서진
- 예고편: 최범진
- 예고편: 이진미
- 온라인마케팅: 박선희
- 온라인마케팅: 김경미
- 온라인마케팅: 박영이
- 온라인마케팅: 이효경
- 온라인마케팅: 한혜준
- 번역: 데미지
- 번역: 박지혜
- 연출지원: 안지환